# Fiorenzo Capriotti
Fiorenzo Capriotti (Ascoli Piceno, 8 settembre 1911 – San Benedetto del Tronto, 10 novembre 2009) è stato un militare italiano della Regia Marina inquadrato nella Xª Flottiglia MAS. Per l'attacco a Malta venne decorato della medaglia d'argento al valor militare.

## Biografia
Fiorenzo Capriotti nacque ad Ascoli Piceno l'8 settembre 1911 e si arruolò nella Regia Marina nel 1929, a 18 anni. Venne assegnato all'incrociatore leggero Quarto di stanza in Cina e partecipò poi alla guerra d'Etiopia e alla guerra civile spagnola. Allo scoppio della seconda guerra mondiale rivestiva il grado di capo meccanico di 3ª classe e venne trasferito alla Xª Flottiglia MAS in quanto esperto manovratore degli M.T.M. (Motoscafo Turismo Migliorato/Modificato).. Capriotti partecipò all'attacco alla Baia di Suda il 26 marzo 1941 e all'attacco a Malta il 26 luglio dello stesso anno, in seguito al quale ricevette la medaglia d'argento al valor militare e venne gravemente ferito (con esiti permanenti a un braccio e alle mascelle) nonché catturato dai britannici.
Prigioniero di guerra per cinque anni, passati in Inghilterra, Scozia, Missouri e poi alle Hawaii senza mai cooperare con i suoi nemici, Capriotti tornò in Italia nel marzo del 1946 per entrare a far parte, in qualità di reduce di guerra, al nuovo Movimento Sociale Italiano - Destra Nazionale diventandone uno dei dirigenti e candidandosi alle elezioni politiche del 1948.
Ritornò sotto le armi nel 1947, rientrando nella Marina Militare, ma abbandonò poco dopo, nel 1948. Contemporaneamente venne contattato da un ufficiale del SIS, un suo amico conosciuto a Shanghai, che gli propose di partire per Israele con il compito di addestrare e formare una unità speciale della marina militare israeliana, la Shayetet 13, come da accordi avvenuti tra Alcide De Gasperi e Ada Sereni (organizzatrice dell'emigrazione di 25.000 ebrei europei in Palestina).
Capriotti arrivò ad Haifa in incognito nel giugno 1948 e subito nel Mar di Galilea, con sei M.T.M. della Marina Militare, iniziò il suo intenso lavoro di addestramento dei soldati provenienti dai kibbutz comandati da uomini come Yohai Ben-Nun (futuro comandante della marina militare israeliana). Era già in corso infatti la guerra arabo-israeliana del 1948 e per questo la prima azione del neo-costituito corpo speciale israeliano venne fissata per il 22 ottobre, quando vennero affondati nel porto di Gaza la nave ammiraglia della marina militare egiziana, el-Amir Faruk, e un dragamine.
Il 27 ottobre, l'italiano ritorna in patria ma continua a mantenere stretti rapporti con Israele, sovrintendendo da Lugano alla spedizione di materiale al reparto da lui addestrato in Israele, dove peraltro tornerà nel 1952. Nel 1957 abbandona l'MSI. Nell'ottobre 1992 torna in Israele, ad Atlit, dove il comandante della marina Amihai Ayalon lo nomina comandante ad honorem della Shayetet 13 in occasione dell'anniversario dell'azione di Gaza. In Italia divenne imprenditore in Lombardia e nel 1996 ricevette una medaglia dal governo israeliano per aver aiutato l'esodo degli ebrei da La Spezia (in realtà Capriotti non fu di alcun aiuto alla partenza delle navi Fede e Fenice colme di profughi perché era ancora prigioniero di guerra, ma Ada Sereni volle ugualmente concedergli un riconoscimento). Nell'aprile 1998 era tra gli invitati al gala tenuto a Roma per celebrare i cinquant'anni della nascita dello stato di Israele.
Fiorenzo Capriotti è deceduto all'ospedale Civico di San Benedetto del Tronto il 10 novembre 2009.

## Decorazioni
Constatata l'impossibilità di forzare il blocco nemico, lanciava il suo strumento contro altro mezzo, alla deriva, per impedire che cadesse in mani avversarie, mentre le batterie lo inquadravano in nutrito fuoco di sbarramento. Incurante del tiro nemico, riusciva a salvare da morte sicura l'operatore dell’altro mezzo, ferito.